# Çò des de Farrer
Çò des de Farrer és una casa de Vilac al municipi de Vielha e Mijaran (Vall d'Aran) inclosa a l'Inventari del Patrimoni Arquitectònic de Catalunya.

## Descripció
És una casa de dues plantes que no presenta altre element remarcable que una porta de fàbrica, amb una motllura que ressegueix l'intradós, i en la llinda hi ha la següent inscripció B[ernat] Soler, 1963

## Història
El Soler de Vilac sembla que desaparegueren en entroncar amb les Rodés de Gausac (Joan Rodès i Soler honorable misser 1704-21) hi ha esment també d'un tal Jaume Soler (1720) i d'un Soler rector de Vielha (1720). Així en relació amb les cases del Llibre de Vilac, Çò deth Farré pertanyia a Laurenç Decòrs (1730). El qüestionari de Francisco de Zamora (núm 18 i ss) remarca les cases de Vilac (1789)